# Jean-Marc Djian
Pour les articles homonymes, voir Djian.
Jean-Marc Djian (né le 29 mars 1966 à La Tronche) est un joueur professionnel français de hockey sur glace.

## Carrière
Jean-Marc Djian commence le hockey à 3 ans.
Alors qu'il est international junior en 1984, il quitte Grenoble pour le voisin Villard-de-Lans afin de laisser son frère Serge devenir le deuxième gardien isérois. Il commence sa première saison en 1984 mais est blessé durement pendant celle-ci. Il revient trois ans plus tard à Grenoble comme gardien numéro un, avec son frère comme coéquipier. Il reçoit le trophée Jean-Ferrand du meilleur gardien du championnat de France 1989-1990. Il est champion de France avec Grenoble en 1991, mais le club isérois est mis en liquidation judiciaire. Djian doit partir pour Bordeaux, mais Karlos Gordovil, l'entraîneur espagnol des Girondins, préfère Fabrice Lhenry à Jean-Marc Djian. Bordeaux est champion de France de Nationale 1 en 1992, mais le club girondin dépose le bilan à son tour. Djian, dégoûté, met fin à sa carrière.
Jean-Marc Djian fait partie de l'équipe de France tout au long de sa carrière. Il participe aux Jeux olympiques de 1988 à Calgary et aux Jeux olympiques de 1992 à Albertville. Il est présent également aux championnats du monde 1989 où il est élu meilleur gardien du groupe B, 1990, 1991 et 1992.
Après sa carrière sportive, il est d'abord responsable de la communication du club de Grenoble puis dirige une entreprise de marketing dont les principaux clients sont des entreprises de vêtements de sports d'hiver.

## Palmarès
Avec les Brûleurs de Loups de Grenoble
- Champion de France :
  - 1991

- Trophée Jean-Ferrand :
  - 1990
  - 1991